# Rajá de Aragão
Rajá de Aragão, nome artístico de Ido Oraídes Dias da Costa[carece de fontes?] (Rio Pardo, 1938) foi um roteirista e ator brasileiro, mais conhecido por Kung Fu Contra as Boneca (1975), As Amantes de Um Canalha (1977) e Karina, Objeto de Prazer (1982).